# Asurgarh
Asurgarh és un fort en ruïnes de l'Índia, situat al costat del llogaret de Narla (a 5 km) al districte de Kalahandi, una divisió administrativa de l'estat de Bihar. Es troba a uns 6 km de Dulalganj, a l'est de Mahananda, a uns 35 km de Bhawanipatna, la capital del districte. El nom vol dir Casa del Dimoni i la tradició el fa residència del dimoni Gosinha Daitya. El fort inclou una cisterna oval de 80 hectàrees; està situat entre el riu Sandul i la cisterna, i és de forma rectangular amb quatre accessos, un per cada vent; a l'interior alguna capella per adorar a Dokari i les restes del que se suposa fou un palau.
El seu nom derivaria d'Asura, un de cinc mítics germans de la casta dels domkata bramans, cadascun dels quals hauria tingut un fort a la zona, i que vivien segons la tradició el 57 aC. La realitat és desconeguda. Les excavacions modernes (1973) han posat a la llum objectes d'una civilització que va florir entre 200 aC i el 200 dC; la població a la vall de Mahanadi es va iniciar vers el 1000 aC.